# ハパロプス
ハパロプス (Hapalops) は、新生代古第三紀漸新世の南アメリカ大陸に生息していた小型の地上性ナマケモノ（ground sloth）の属である。

## 分類
1887年にフロレンティーノ・アメギノによって命名され、「ハパロプス」という名前は「穏やかな顔」を意味する。
ハパロプス属にはこれまでに20以上の種類が含まれてきたが、多くの場合は明確な検証などが行われずに分類されてきたこともあり、分類自体に支障が生じてきた。このため、より近年の分類の改訂によって本属の所属種が減少する可能性がある。

## 特徴

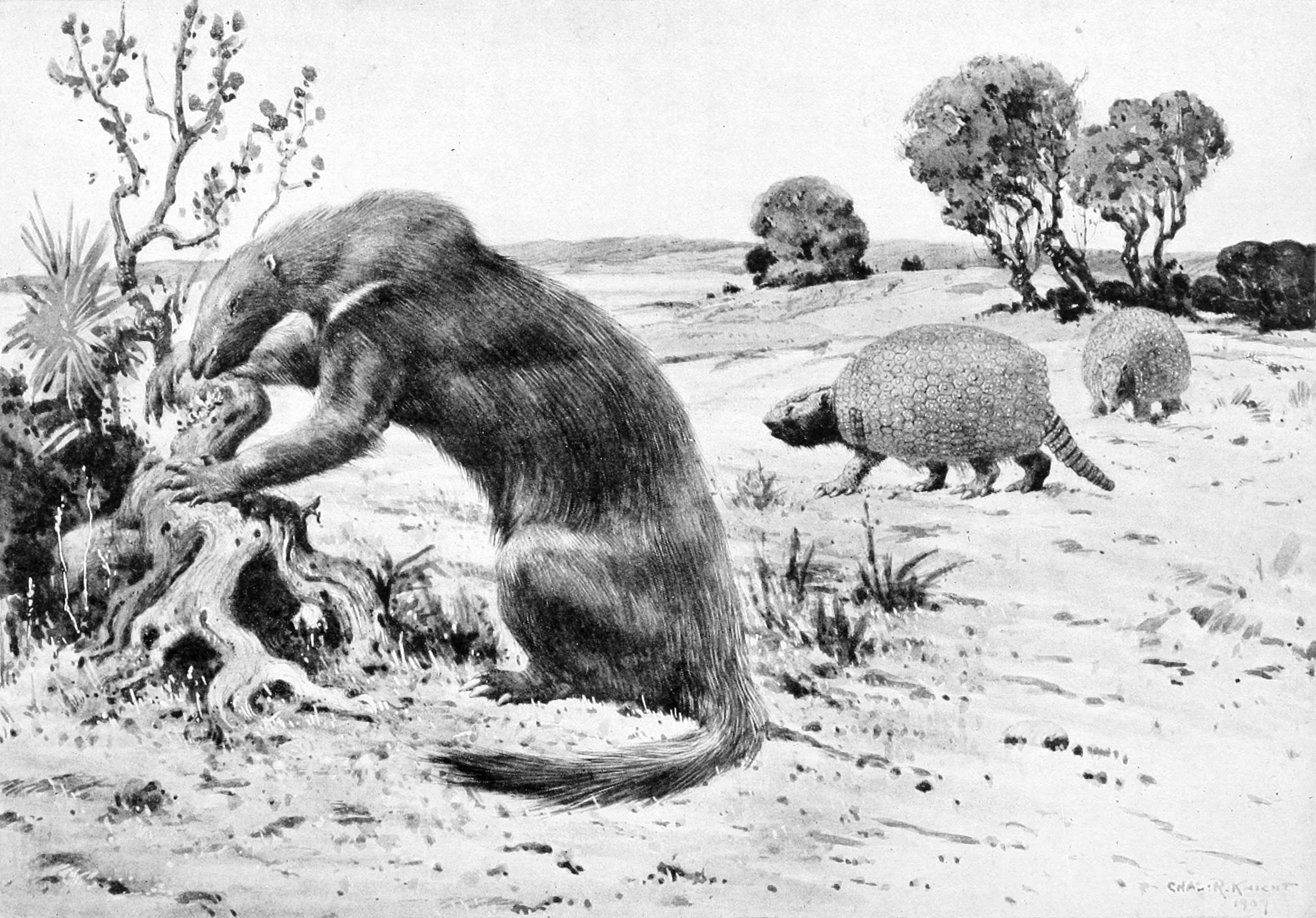
ハパロプスと Propalaehoplophorus の復元図。

推定される体長は1メートルと、後期更新世や完新世に生息していた後代の地上性ナマケモノ類の多くよりも大幅に小型である。
小柄なサイズと発達した爪から本属が現生の樹上性のナマケモノと同様に木登りを行っていた可能性があり、ティラコスミルスやフォルスラコス科の恐鳥類のような地上性の捕食者からの襲撃への対抗策としていたことが考えられる。一方で、地上での歩行の際には長い爪が支障にならない様にナックルウォーキング（en）を行っていた可能性が指摘されている。